# Cade
Cade (někdy též cadi; znak צ ,ץ) je osmnácté písmeno hebrejské abecedy.
Cade znamená hebrejsky „háček na ryby“, čemuž odpovídá i tvar psací kurzívy (viz obrázek). Písmeno též může symbolizovat člověka klečícího před bohem.

## Hebrejština
Výslovnost v hebrejštině kolísá mezi neznělou alveolární arikátou [t͡s]IPA [IPA 103 (132)], která převažuje u aškenázských židů, a neznělou pharyngealizovanou alveolární frikativou [sˁ]IPA, která se vyskytuje v tradiční výslovnosti Židů přicházejících z arabských zemí. O původnosti té či oné výslovnosti se vedou spory; v běžném styku v Izraeli převažuje výslovnost aškenázská.
Pokud má cade u sebe gereš (צ׳), čte se jako neznělá postalveolární afrikáta [t͡ʃ]IPA. V této funkci se vyskytuje pouze u transkripce cizích slov a u přejatých slov.
Nachází-li se cade na konci slova, má grafickou podobu ץ, popřípadě ץ׳.
Ve svitcích Tóry je písmeno cade v běžné i koncové podobě opatřeno třemi „korunami“.
V Unicodu je kromě běžné a koncové podoby definováno také písmeno cade s dagešem (fb46).
V Morseově abecedě se pro cade používá kód --. (čárka čárka tečka).
V Braillově písmu má podobu ⠮ U+282E
V systému hebrejských číslic má číselný význam 90. Koncovému cade (ץ) je přiřazena hodnota 900, často se však v praxi nahrazuje spojením תת״ק.

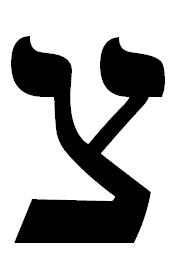
Cade napsané hebrejským patkovým písmem
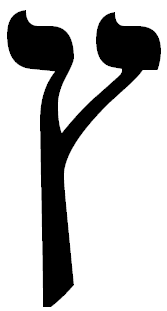
Koncový tvar písmene cade
Psací kurzíva písmene cade
Psací kurzíva písmene cade, koncová podoba
Cade v písmu Raši
Koncový tvar cade v písmu Raši

## Jidiš
Vyslovuje se jako neznělá alveolární afrikáta [t͡s]IPA [IPA 103 (132)]. Na konci slova se používá koncová podoba ץ. Varianta s gereš se nepoužívá; pro označení neznělé postalveolární afrikáty se v jidiš používá spřežka טש.